# 八幡神社 (鴻巣市安養寺)
八幡神社（はちまんじんじゃ）は、埼玉県鴻巣市の神社。

## 歴史
創建年代は不明である。ただ当社の財産台帳には「元禄十丁丑年（1697年）」に寄進された八幡神像が記載されていることから、その頃までには既に存在していたものと推測される。「良覚院」が別当寺であった。良覚院は修験道本山派の寺院であったが、明治初期の神仏分離により、廃寺に追い込まれた。
1873年（明治6年）、近代社格制度に基づく「村社」に列せられた。
当社所在地の「安養寺」という地名は、かつて鎌倉時代に「安養寺」という寺院が存在していたことに由来する。現在は廃寺となっている。

## 文化財
- 八幡神社の算額(絵馬)（鴻巣市指定文化財 昭和51年3月1日指定）[2]

## 交通アクセス
- 路線バス関東福祉専門学校前停留所より徒歩17分。